# Deconfinare
În fizică, deconfinarea (în contrast cu confinarea) este o stare a materiei în care anumite particule pot exista ca excitații libere, în loc să fie limitate doar la stări legate.

## Exemple
În fizica particulelor există diverse exemple în care anumite teorii gauge prezintă transformări între faze de confinare și deconfinare.
Un exemplu important, și primul caz considerat ca atare în fizica teoretică, apare la energii ridicate în cromodinamica cuantică, atunci când quarcurile și gluonii sunt liberi să se deplaseze pe distanțe mai mari decât un femtometru (dimensiunea unui hadron). Această fază este denumită și plasmă quark-gluon.
Aceste idei au fost adoptate în teoria materiei cu mai multe corpuri, un exemplu remarcabil fiind dezvoltat în contextul efectului Hall cuantic fracționar.